# Nagyréde
Nagyréde is een plaats (község) en gemeente in het Hongaarse comitaat Heves. Nagyréde telt 3370 inwoners (2001).